# Kvantitatív kémiai analízis
A kvantitatív vagy mennyiségi kémiai analízis az analitikai kémia egyik fő területe.
A mennyiségi analízis során egy minta kiválasztott összetevőjének a minta összsúlyához (össztömegéhez) viszonyított súlyát (tömegét) állapítjuk meg. A kvantitatív, vagyis mennyiségi kifejezés tehát nem az összetevő abszolút értékére, hanem a minta összmennyiségéhez viszonyított értékére vonatkozik, általában súly %-ban kifejezve. A minta tömegének ismerete tehát, amit általában valamilyen analitikai mérleg segítségével mérünk, elkerülhetetlen, attól függetlenül, hogy a meghatározásra egy a súly szerinti, gravimetriás, vagy egy térfogatos, volumetriás, (titrimetriás) módszert alkalmazunk, bár az utóbbi esetben annak oldatát vizsgáljuk egy mérőoldat segítségével.

## Lásd még
- Kvalitatív analízis
- Műszeres analitikai módszerek
- Organoleptikus vizsgálatok